# Lago Ypoá
El lago Ypoá es un lago situado en el centro oeste de Paraguay, en los límites de los departamentos Central y Paraguarí y que forma parte del parque nacional Lago Ypoá. Tiene una superficie de 119,000 hectáreas. La zona fue declarada reserva natural y parque nacional en 1992.
El acceso al lago es por un desvío de camino de tierra en la compañía Valle Apuá perteneciente a la jurisdicción del municipio de Quiindy (Paraguarí). El lago Ypoá está rodeado por el planalto de Ybycuí y por llanos y esteros del sureste del Departamento Central.
En el lago hay un ecosistema poco explorado y conocido. En los humedales y esteros que rodean al lago Ypoá están las islas Mocito, Ildefonso, Valdés y Marcelo.
En la zona hay una avifauna variada, compuesta por garzas, cuervillos, garzas blancas, loros habladores y tucanes. Si bien el territorio de este lago ha sido declarado parque nacional, el terreno aún no ha sido implementado.
- Datos: Q3752132
- Multimedia: Lago Ypoa / Q3752132